# Ферриньо, Лу
Луи «Лу» Джуд Ферриньо (англ. Louis "Lou" Jude Ferrigno; род. 9 ноября 1951, Бруклин, Нью-Йорк, США) — американский бодибилдер. Постоянный участник разных телевизионных шоу Америки 1980-х и 1990-х годов.
Сыграл главную роль в сериале «Невероятный Халк» (1978—1982), а также озвучил Халка во всех последующих фильмах. Снимался в одной из главных ролей фильмах «Синдбад за семью морями», «Геркулес», «Великолепная семёрка гладиаторов» и в ряде других фильмов и сериалов. Неоднократный победитель американских и международных соревнований по бодибилдингу.

## Биография

### Ранние годы
Лу Ферриньо родился 9 ноября 1951 года в Бруклине (Нью-Йорк) в итало-американской семье полицейского. В возрасте 3-х лет пострадал от инфекции, которая попала ему в ухо, в результате чего потерял слух на 80 %. В 13 лет начал заниматься железом, беря пример с одноимённого героя фильма «Геркулес», где главную роль играл Стив Ривз — главная икона культуристов тех времён.
В результате потери слуха у Луи сформировалось любовь к чтению, а позже и к культуризму, вот как он сам это описывает: «…если бы я не потерял слух, я бы не был, где я сейчас. Потеря слуха заставила меня увеличить мои собственные возможности».
В детстве брал пример с героев комиксов Человека-паука и Халка, которого впоследствии сыграл в одноимённом сериале.
В 1969 году окончил среднюю техническую школу в Бруклине.

### Карьера культуриста
В 1971 году начал выступать (и получать призовые места) в общеамериканских юношеских соревнованиях по бодибилдингу, а уже в 1973, 1974 стал абсолютным чемпионом «Мистер Вселенная» (организатор IFBB) и «Мистер Америка». Его рост тогда был 194 см, масса — 130 кг). После успехов в 1974—1975 годах, его карьера медленно пошла на спад. После участия в конкурсе «Мистер Олимпия 1975», нашедшего отражение в фильме «Качая железо», Ферриньо ушёл из соревновательного бодибилдинга, несмотря на то, что имел серьезные шансы стать следующим победителем этого конкурса после ухода со сцены Арнольда Шварценеггера. Причиной явилось то, что ему была предложена роль Халка в телесериале «Невероятный Халк», съёмки которого начались в 1976 году. Совместить продолжительные съёмки и подготовку к соревнованиям было невозможно, в то время, как карьера на телевидении виделась Ферриньо более перспективной. Лу также принимал участие в соревновании «Самый сильный человек в мире», где занял 4 место.
После неудачного возвращения в большой бодибилдинг в начале 1990-х, он закончил свою карьеру в 1994 году.

### Личная жизнь
Он женился на Сьюзан Грофф в 1978 году, развёлся годом позже. 3 мая 1980 года женился на психотерапевте Карле Грин, у которой был в то время личным тренером. Ферриньо имеет трех детей: Шанна, родилась в 1981 году; Луи-младший, родился в 1984 году, и Брент, родился в 1990 году.
Дочь Шанна снимается в эпизодических ролях в сериалах. Луи-младший — игрок университетской команды по американскому футболу и актёр.
В настоящее время Лу Ферриньо живёт в штате Калифорния, США. Он по-прежнему ежедневно тренируется, а также продаёт свою собственную линию фитнес-оборудования через компанию «Ферриньо Фитнес».

## Достижения
- 1971 Pro Mr. America — WBBG, Teen 1st
- 1971 Teen Mr. America — AAU, 4th, Most Muscular 5th
- 1972 Pro Mr. America — WBBG, 2nd
- 1972 NABBA Mr. Universe, Tall 2nd
- 1973 IFBB Mr. America, Overall Winner
- 1973 IFBB Mr. Universe, Tall 1st, Overall Winner
- 1974 IFBB Mr. International
- 1974 IFBB Mr. Universe, Tall 1st, Overall Winner
- 1974 Mr. Olympia, Heavyweight 2nd
- 1975 Mr. Olympia, Tall class, 3rd place
- 1992 Mr. Olympia, 12th
- 1993 Mr. Olympia, 10th
- 1994 Olympia Masters, 2nd

## Кинокарьера
| Год       |     | Русское название                     | Оригинальное название              | Роль                    |
| --------- | --- | ------------------------------------ | ---------------------------------- | ----------------------- |
| 1977      | док | Качая железо                         | Pumping Iron                       | камео                   |
| 1978—1982 | с   | Невероятный Халк                     | The Incredible Hulk                | Халк                    |
| 1980      | ф   | Сосед мистера Роджерса               | Mister Rogers' Neighborhood        | камео                   |
| 1983      | ф   | Геркулес                             | Hercules                           | Геркулес                |
| 1983      | ф   | Великолепная семёрка гладиаторов     | I sette magnifici gladiatori       | Ган                     |
| 1982      | ф   | The Fall Guy                         | The Fall Guy                       | гость                   |
| 1984      | ф   | Геркулес 2 или Приключения Геркулеса | The Adventures of Hercules         | Геркулес                |
| 1985      | ф   |                                      | Seven Magnificent Gladiators       |                         |
| 1987      | ф   | Воин пустыни                         | Desert Warrior                     |                         |
| 1988      | ф   | Family Double Dare                   | Family Double Dare                 |                         |
| 1988      | тф  | Возвращения Невероятного Халка       | The Incredible Hulk Returns        | Халк                    |
| 1989      | ф   | Синдбад за семью морями              | Sinbad of the Seven Seas           | Синдбад-мореход         |
| 1989      | тф  | Невероятный Халк: Испытание          | The Trial of the Incredible Hulk   | Халк                    |
| 1989      | ф   | Клетка                               | Cage                               |                         |
| 1989      | ф   | Всё честно                           | All's Fair                         |                         |
| 1990      | тф  | Смерть Невероятного Халка            | The Death of the Incredible Hulk   | Халк                    |
| 1994      | ф   | Клетка II                            | Cage II                            |                         |
| 1996      | мс  | Невероятный Халк                     | The Incredible Hulk                | Халк                    |
| 1997      | ф   | Home Improvement                     | Home Improvement                   |                         |
| 1998      | ф   | Крестный сын                         | The Godson                         | Bugsy                   |
| 2000—2007 | с   | Король Квинса                        | The King of Queens                 | в роли самого себя      |
| 2003      | ф   | Халк                                 | Hulk                               | охранник и Халк (голос) |
| 2004      | с   | Моя жена и дети                      | My Wife and Kids                   | большой парень          |
| 2004      | ф   | Рено 911!                            | Reno 911!                          |                         |
| 2008      | ф   | Невероятный Халк                     | The Incredible Hulk                | охранник и Халк (голос) |
| 2009      | ф   | Люблю тебя, чувак                    | I Love You, Man                    | в роли самого себя      |
| 2011      | ф   | Мафия: Прощание с крёстным отцом     | Mafia: Farewell to the Godfather   | Лоренцо                 |
| 2012      | ф   | Мафия: Отмщение Максимилиана         | Mafia: The Revenge of Maximilian   | Лоренцо                 |
| 2012      | ф   | Мстители                             | The Avengers                       | Халк (голос)            |
| 2015      | ф   | Царь скорпионов 4: Утерянный трон    | The Scorpion King: The Lost Throne | царь Скизурра           |
| 2015      | ф   | Мстители: Гримм                      | Avengers Grimm                     | Железный Джон           |
| 2015      | ф   | Мстители: Эра Альтрона               | The Avengers: Age of Ultron        | Халк (голос)            |
| 2015      | тф  | Акулий торнадо 3                     | Sharknado 3: Oh Hell No!           | агент Баннер            |
| 2016      | ф   | Мгновенная смерть                    | Instant Death                      | Джон Брэдли             |
| 2017      | ф   | Тор: Рагнарёк                        | Thor: Ragnarok                     | Халк (голос)            |
| 2017      | с   | Конмэн                               | Con Man                            | в роли самого себя      |
| 2018      | ф   | Мстители: Война бесконечности        | Avengers: Infinity War             | Халк (голос)            |